# Mistrovství Asie ve fotbale 2015
Mistrovství Asie ve fotbale 2015 bylo šestnácté mistrovství pořádané fotbalovou asociací AFC. Finálový turnaj se konal od 9. do 31. ledna 2015 v Austrálii, která byla jediným zájemcem o pořádání tohoto ročníku Asijského poháru. Austrálie vyhrála šampionát poprvé v historii po finálové výhře 2:1 v prodloužení nad Jižní Koreou.

## Kvalifikace

### Seznam kvalifikovaných týmů
| Tým            | Kvalifikován jako                | Datum zajištění účasti | Pořadí účasti |
| -------------- | -------------------------------- | ---------------------- | ------------- |
| Austrálie      | Hostitel                         | 1. ledna 2011          | 3.            |
| Japonsko       | Vítěz Asijského poháru 2011      | 25. ledna 2011         | 8.            |
| Jižní Korea    | 3. místo na Asijském poháru 2011 | 28. ledna 2011         | 13.           |
| Severní Korea  | Vítěz AFC Challenge Cupu 2012    | 19. března 2012        | 4.            |
| Bahrajn        | Vítěz skupiny D                  | 15. listopadu 2013     | 5.            |
| SAE            | Vítěz skupiny E                  | 15. listopadu 2013     | 9.            |
| Saúdská Arábie | Vítěz skupiny C                  | 15. listopadu 2013     | 9.            |
| Omán           | Vítěz skupiny A                  | 19. listopadu 2013     | 3.            |
| Uzbekistán     | 2. tým skupiny E                 | 19. listopadu 2013     | 6.            |
| Katar          | 2. tým skupiny D                 | 19. listopadu 2013     | 9.            |
| Írán           | Vítěz skupiny B                  | 19. listopadu 2013     | 13.           |
| Kuvajt         | 2. tým skupiny B                 | 19. listopadu 2013     | 10.           |
| Jordánsko      | 2. tým skupiny A                 | 4. února 2014          | 3.            |
| Irák           | 2. tým skupiny C                 | 5. března 2014         | 8.            |
| Čína           | Nejlepší 3. tým                  | 5. března 2014         | 11.           |
| Palestina      | Vítěz AFC Challenge Cupu 2014    | 30. května 2014        | 1. (debut)    |

## Stadiony
| Sydney           | Newcastle        | Brisbane         | Canberra         | Melbourne        |
| ---------------- | ---------------- | ---------------- | ---------------- | ---------------- |
| ANZ Stadium      | Hunter Stadium   | Lang Park        | Canberra Stadium | AAMI Park        |
| Kapacita: 84 000 | Kapacita: 33 000 | Kapacita: 52 500 | Kapacita: 25 011 | Kapacita: 30 050 |
|                  |                  |                  |                  |                  |

## Zápasy
Los základních skupin proběhl 26. března 2014 v Opeře v Sydney.

### Skupina A
| Tým         | Z | V | R | P | VG | IG | +/− | B |
| ----------- | - | - | - | - | -- | -- | --- | - |
| Jižní Korea | 3 | 3 | 0 | 0 | 3  | 0  | +3  | 9 |
| Austrálie   | 3 | 2 | 0 | 1 | 8  | 2  | +6  | 6 |
| Omán        | 3 | 1 | 0 | 2 | 1  | 5  | −4  | 3 |
| Kuvajt      | 3 | 0 | 0 | 3 | 1  | 6  | −5  | 0 |

| 9. ledna 2015 10:00                                   |        |           |                                                               |
| Austrálie                                             | 4 − 1  | Kuvajt    | AAMI Park, Melbourne diváci: 25 231 rozhodčí: Ravshan Irmatov |
| Cahill 33' Luongo 45' Jedinak 62' (pen.) Troisi 90+2' | Report | Fadhel 8' | AAMI Park, Melbourne diváci: 25 231 rozhodčí: Ravshan Irmatov |

| 10. ledna 2015 6:00   |        |      |                                                                   |
| Jižní Korea           | 1 − 0  | Omán | Canberra Stadium, Canberra diváci: 12 552 rozhodčí: Peter O'Leary |
| Cho Young-cheol 45+1' | Report |      | Canberra Stadium, Canberra diváci: 12 552 rozhodčí: Peter O'Leary |

| 13. ledna 2015 8:00 |        |                 |                                                                    |
| Kuvajt              | 0 − 1  | Jižní Korea     | Canberra Stadium, Canberra diváci: 8 795 rozhodčí: Alireza Faghani |
|                     | Report | Nam Tae-hee 36' | Canberra Stadium, Canberra diváci: 8 795 rozhodčí: Alireza Faghani |

| 13. ledna 2015 10:00 |        |                                                     |                                                         |
| Omán                 | 0 − 4  | Austrálie                                           | ANZ Stadium, Sydney diváci: 50 276 rozhodčí: Ryuji Sato |
|                      | Report | McKay 27' Kruse 30' Milligan 45+2' (pen.) Jurić 70' | ANZ Stadium, Sydney diváci: 50 276 rozhodčí: Ryuji Sato |

| 17. ledna 2015 10:00 |        |                   |                                                              |
| Austrálie            | 0 − 1  | Jižní Korea       | Lang Park, Brisbane diváci: 48 513 rozhodčí: Nawaf Shukralla |
|                      | Report | Lee Jung-hyup 33' | Lang Park, Brisbane diváci: 48 513 rozhodčí: Nawaf Shukralla |

| 17. ledna 2015 10:00 |        |        |                                                                    |
| Omán                 | 1 − 0  | Kuvajt | Hunter Stadium, Newcastle diváci: 7 499 rozhodčí: Fahad Al-Mirdasi |
| Al-Muqbali 69'       | Report |        | Hunter Stadium, Newcastle diváci: 7 499 rozhodčí: Fahad Al-Mirdasi |

### Skupina B
| Tým            | Z | V | R | P | VG | IG | +/− | B |
| -------------- | - | - | - | - | -- | -- | --- | - |
| Čína           | 3 | 3 | 0 | 0 | 5  | 2  | +3  | 9 |
| Uzbekistán     | 3 | 2 | 0 | 1 | 5  | 3  | +2  | 6 |
| Saúdská Arábie | 3 | 1 | 0 | 2 | 5  | 5  | 0   | 3 |
| Severní Korea  | 3 | 0 | 0 | 3 | 2  | 7  | −5  | 0 |

| 10. ledna 2015 8:00 |        |               |                                                              |
| Uzbekistán          | 1 − 0  | Severní Korea | ANZ Stadium, Sydney diváci: 12 078 rozhodčí: Nawaf Shukralla |
| Sergeeev 62'        | Report |               | ANZ Stadium, Sydney diváci: 12 078 rozhodčí: Nawaf Shukralla |

| 10. ledna 2015 10:00 |        |            |                                                              |
| Saúdská Arábie       | 0 − 1  | Čína       | Lang Park, Brisbane diváci: 12 557 rozhodčí: Alireza Faghani |
|                      | Report | Yu Hai 81' | Lang Park, Brisbane diváci: 12 557 rozhodčí: Alireza Faghani |

| 14. ledna 2015 8:00 |        |                                            |                                                                  |
| Severní Korea       | 1 − 4  | Saúdská Arábie                             | AAMI Park, Melbourne diváci: 12 349 rozhodčí: Abdullah Al Hilali |
| Ryang Yong-gi 12'   | Report | Hazazi 37' Al-Sahlawi 52', 54' Al Abed 76' | AAMI Park, Melbourne diváci: 12 349 rozhodčí: Abdullah Al Hilali |

| 14. ledna 2015 10:00 |        |             |                                                                     |
| Čína                 | 2 − 1  | Uzbekistán  | Lang Park, Brisbane diváci: 13 674 rozhodčí: Abdulla Hassan Mohamed |
| Wu Xi 54' Sun Ke 68' | Report | Ahmedov 23' | Lang Park, Brisbane diváci: 13 674 rozhodčí: Abdulla Hassan Mohamed |

| 18. ledna 2015 10:00         |        |                       |                                                            |
| Uzbekistán                   | 3 − 1  | Saúdská Arábie        | AAMI Park, Melbourne diváci: 10 871 rozhodčí: Ben Williams |
| Rashidov 2', 78' Shodiev 71' | Report | Al-Sahlawi 60' (pen.) | AAMI Park, Melbourne diváci: 10 871 rozhodčí: Ben Williams |

| 18. ledna 2015 10:00 |        |                   |                                                                       |
| Čína                 | 2 − 1  | Severní Korea     | Canberra Stadium, Canberra diváci: 18 457 rozhodčí: Abdulrahman Abdou |
| Sun Ke 1', 42'       | Report | Gao Lin 57' (vl.) | Canberra Stadium, Canberra diváci: 18 457 rozhodčí: Abdulrahman Abdou |

### Skupina C
| Tým     | Z | V | R | P | VG | IG | +/− | B |
| ------- | - | - | - | - | -- | -- | --- | - |
| Írán    | 3 | 3 | 0 | 0 | 4  | 0  | +4  | 9 |
| SAE     | 3 | 2 | 0 | 1 | 6  | 3  | +3  | 6 |
| Bahrajn | 3 | 1 | 0 | 2 | 3  | 5  | −2  | 3 |
| Katar   | 3 | 0 | 0 | 3 | 2  | 7  | −5  | 0 |

| 11. ledna 2015 8:00               |        |             |                                                                   |
| SAE                               | 4 − 1  | Katar       | Canberra Stadium, Canberra diváci: 5 513 rozhodčí: Kim Jong-hyeok |
| Khalil 37', 52' Mabkhout 56', 90' | Report | Ibrahim 23' | Canberra Stadium, Canberra diváci: 5 513 rozhodčí: Kim Jong-hyeok |

| 11. ledna 2015 10:00      |        |         |                                                            |
| Írán                      | 2 − 0  | Bahrajn | AAMI Park, Melbourne diváci: 17 712 rozhodčí: Ben Williams |
| Hajsafi 45+1' Shojaei 71' | Report |         | AAMI Park, Melbourne diváci: 17 712 rozhodčí: Ben Williams |

| 15. ledna 2015 8:00 |        |                              |                                                                |
| Bahrajn             | 1 − 2  | SAE                          | Canberra Stadium, Canberra diváci: 7 925 rozhodčí: Chris Beath |
| Okwunwanne 26'      | Report | Mabkhout 1' Husain 74' (vl.) | Canberra Stadium, Canberra diváci: 7 925 rozhodčí: Chris Beath |

| 15. ledna 2015 10:00 |        |            |                                                              |
| Katar                | 0 − 1  | Írán       | ANZ Stadium, Sydney diváci: 22 672 rozhodčí: Ravshan Irmatov |
|                      | Report | Azmoun 52' | ANZ Stadium, Sydney diváci: 22 672 rozhodčí: Ravshan Irmatov |

| 19. ledna 2015 10:00 |        |     |                                                         |
| Írán                 | 1 − 0  | SAE | Lang Park, Brisbane diváci: 11 394 rozhodčí: Ryuji Sato |
| Ghoochannejhad 90+1' | Report |     | Lang Park, Brisbane diváci: 11 394 rozhodčí: Ryuji Sato |

| 19. ledna 2015 10:00 |        |                     |                                                                |
| Katar                | 1 − 2  | Bahrajn             | ANZ Stadium, Sydney diváci: 4 841 rozhodčí: Abdullah Al Hilali |
| Al Haidos 68'        | Report | Saeed 34' Ahmed 82' | ANZ Stadium, Sydney diváci: 4 841 rozhodčí: Abdullah Al Hilali |

### Skupina D
| Tým       | Z | V | R | P | VG | IG | +/− | B |
| --------- | - | - | - | - | -- | -- | --- | - |
| Japonsko  | 3 | 3 | 0 | 0 | 7  | 0  | +7  | 9 |
| Irák      | 3 | 2 | 0 | 1 | 3  | 1  | +2  | 6 |
| Jordánsko | 3 | 1 | 0 | 2 | 5  | 4  | +1  | 3 |
| Palestina | 3 | 0 | 0 | 3 | 1  | 11 | −10 | 0 |

| 12. ledna 2015 8:00                              |        |           |                                                                      |
| Japonsko                                         | 4 − 0  | Palestina | Hunter Stadium, Newcastle diváci: 17 147 rozhodčí: Abdulrahman Abdou |
| Endō 8' Okazaki 25' Honda 43' (pen.) Yoshida 49' | Report |           | Hunter Stadium, Newcastle diváci: 17 147 rozhodčí: Abdulrahman Abdou |

| 12. ledna 2015 10:00 |        |           |                                                              |
| Jordánsko            | 0 − 1  | Irák      | Lang Park, Brisbane diváci: 6 840 rozhodčí: Fahad Al-Mirdasi |
|                      | Report | Kasim 77' | Lang Park, Brisbane diváci: 6 840 rozhodčí: Fahad Al-Mirdasi |

| 16. ledna 2015 8:00 |        |                                                  |                                                              |
| Palestina           | 1 − 5  | Jordánsko                                        | AAMI Park, Melbourne diváci: 10 808 rozhodčí: Kim Jong-hyeok |
| Ihbeisheh 84'       | Report | Al-Rawashdeh 32' Al-Dardour 34', 45+2', 75', 79' | AAMI Park, Melbourne diváci: 10 808 rozhodčí: Kim Jong-hyeok |

| 16. ledna 2015 10:00 |        |                  |                                                              |
| Irák                 | 0 − 1  | Japonsko         | Lang Park, Brisbane diváci: 22 941 rozhodčí: Alireza Faghani |
|                      | Report | Honda 23' (pen.) | Lang Park, Brisbane diváci: 22 941 rozhodčí: Alireza Faghani |

| 20. ledna 2015 10:00 |        |           |                                                               |
| Japonsko             | 2 − 0  | Jordánsko | AAMI Park, Melbourne diváci: 25 016 rozhodčí: Ravshan Irmatov |
| Honda 24' Kagawa 82' | Report |           | AAMI Park, Melbourne diváci: 25 016 rozhodčí: Ravshan Irmatov |

| 20. ledna 2015 10:00  |        |           |                                                                            |
| Irák                  | 2 − 0  | Palestina | Canberra Stadium, Canberra diváci: 10 235 rozhodčí: Abdulla Hassan Mohamed |
| Mahmoud 48' Yasin 88' | Report |           | Canberra Stadium, Canberra diváci: 10 235 rozhodčí: Abdulla Hassan Mohamed |

### Vyřazovací fáze
|  | Čtvrtfinále          | Čtvrtfinále           |                    |       | Semifinále  | Semifinále  |  |  | Finále                | Finále |
|  |                      |                       |                    |       |             |             |  |  |                       |        |
|  | 22. ledna– Melbourne |                       |                    |       |             |             |  |  |                       |        |
|  |                      |                       |                    |       |             |             |  |  |                       |        |
|  | Jižní Korea (prod.)  | 2                     |                    |       |             |             |  |  |                       |        |
|  | Jižní Korea (prod.)  | 2                     | 26. ledna – Sydney |       |             |             |  |  |                       |        |
|  | Uzbekistán           | 0                     |                    |       |             |             |  |  |                       |        |
|  | Uzbekistán           | 0                     | Jižní Korea        | 2     |             |             |  |  |                       |        |
|  | 23. ledna – Canberra |                       | Jižní Korea        | 2     |             |             |  |  |                       |        |
|  |                      | Irák                  | 0                  |       |             |             |  |  |                       |        |
|  | Írán                 | Irák                  | 0                  | 3 (6) |             |             |  |  |                       |        |
|  | Írán                 |                       | 31. ledna – Sydney | 3 (6) |             |             |  |  |                       |        |
|  | Irák (pen.)          | 3 (7)                 |                    |       |             |             |  |  |                       |        |
|  | Irák (pen.)          | 3 (7)                 | Jižní Korea        | 1     |             |             |  |  |                       |        |
|  | 22. ledna – Brisbane |                       | Jižní Korea        | 1     |             |             |  |  |                       |        |
|  |                      | Austrálie (prod.)     | 2                  |       |             |             |  |  |                       |        |
|  | Čína                 | Austrálie (prod.)     | 2                  | 0     |             |             |  |  |                       |        |
|  | Čína                 | 27. ledna – Newcastle |                    | 0     |             |             |  |  |                       |        |
|  | Austrálie            | 2                     |                    |       |             |             |  |  |                       |        |
|  | Austrálie            | 2                     | Austrálie          | 2     | Třetí místo | Třetí místo |  |  |                       |        |
|  | 23. ledna – Sydney   |                       | Austrálie          | 2     | Třetí místo | Třetí místo |  |  |                       |        |
|  |                      | SAE                   | 0                  |       |             |             |  |  |                       |        |
|  | Japonsko             | SAE                   | 0                  | 1 (4) | Irák        | 2           |  |  |                       |        |
|  | Japonsko             |                       |                    | 1 (4) | Irák        | 2           |  |  |                       |        |
|  | SAE (pen.)           | 1 (5)                 |                    | SAE   | 3           |             |  |  |                       |        |
|  | SAE (pen.)           | 1 (5)                 |                    |       | 3           |             |  |  |                       |        |
|  |                      |                       |                    |       |             |             |  |  | 30. ledna – Newcastle |        |
|  |                      |                       |                    |       |             |             |  |  |                       |        |

#### Čtvrtfinále
| 23. ledna 2015 8:30      |        |            |                                                                |
| Jižní Korea              | 2 − 0  | Uzbekistán | AAMI Park, Melbourne diváci: 23 381 rozhodčí: Fahad Al-Mirdasi |
| Son Heung-min 104', 120' | Report |            | AAMI Park, Melbourne diváci: 23 381 rozhodčí: Fahad Al-Mirdasi |

| 22. ledna 2015 11:30 |        |                 |                                                             |
| Čína                 | 0 − 2  | Austrálie       | Lang Park, Brisbane diváci: 46 067 rozhodčí: Kim Jong-hyeok |
|                      | Report | Cahill 48', 65' | Lang Park, Brisbane diváci: 46 067 rozhodčí: Kim Jong-hyeok |

| 23. ledna 2015 7:30                              |        |                                          |                                                                  |
| Írán                                             | 3 − 3  | Irák                                     | Canberra Stadium, Canberra diváci: 18 921 rozhodčí: Ben Williams |
| Azmoun 24' Pouraliganji 103' Ghoochannejhad 118' | Report | Yasin 56' Mahmoud 93' Ismail 116' (pen.) | Canberra Stadium, Canberra diváci: 18 921 rozhodčí: Ben Williams |

|                                                                              |       | Penaltový rozstřel                                         |  |
| Hajsafi Pouraliganji Nekounam Hosseini Ghafouri Jahanbakhsh Tejmurijan Amiri | 6 − 7 | Abdul-Amir Salem Ismail Adnan Mahmoud Kasim Hussein Shaker |  |

| 23. ledna 2015 10:30 |        |             |                                                              |
| Japonsko             | 1 − 1  | SAE         | ANZ Stadium, Sydney diváci: 19 094 rozhodčí: Alireza Faghani |
| Shibasaki 81'        | Report | Mabkhout 7' | ANZ Stadium, Sydney diváci: 19 094 rozhodčí: Alireza Faghani |

|                                                |       | Penaltový rozstřel                                     |  |
| Honda Hasebe Shibasaki Toyoda Morishige Kagawa | 4 − 5 | O. Abdulrahman Mabkhout Esmaeel Hassan Fardan I. Ahmed |  |

#### Semifinále
| 26. ledna 2015 10:00                 |        |      |                                                         |
| Jižní Korea                          | 2 − 0  | Irák | ANZ Stadium, Sydney diváci: 36 053 rozhodčí: Ryuji Sato |
| Lee Jung-hyup 20' Kim Young-gwon 50' | Report |      | ANZ Stadium, Sydney diváci: 36 053 rozhodčí: Ryuji Sato |

| 27. ledna 2015 10:00      |        |     |                                                                    |
| Austrálie                 | 2 - 0  | SAE | Hunter Stadium, Newcastle diváci: 21 079 rozhodčí: Ravshan Irmatov |
| Sainsbury 3' Davidson 14' | Report |     | Hunter Stadium, Newcastle diváci: 21 079 rozhodčí: Ravshan Irmatov |

#### O 3. místo
| 30. ledna 2015 10:00 |        |                                     |                                                    |
| Irák                 | 2 - 3  | SAE                                 | Hunter Stadium, Newcastle diváci: 12 829 rozhodčí: |
| Salem 28' Kalaf 42'  | Report | Khalil 16', 51' Mabkhout 57' (pen.) | Hunter Stadium, Newcastle diváci: 12 829 rozhodčí: |

#### Finále
| 31. ledna 2015 10:00 |                   |                        |                                                              |
| Jižní Korea          | 1 - 2 (po prodl.) | Austrálie              | ANZ Stadium, Sydney diváci: 76 385 rozhodčí: Alireza Faghani |
| Son Heung-min 90+1'  | Report            | Luongo 45' Troisi 105' | ANZ Stadium, Sydney diváci: 76 385 rozhodčí: Alireza Faghani |

## Vítěz
| Mistrovství Asie ve fotbale 2015 Austrálie (1. titul) |